# 그레이트플레인스

그레이트플레인스는이ㅣㅡ 미국과 캐나다에 걸쳐있다. 지도에서 붉은 선은 서경 100도 선이다.

북아메리카 대평원(Great Plains 그레이트플레인스[*])은 북아메리카의 중앙, 로키산맥의 동쪽에 위치한 대평원이다. 미국의 네브래스카주, 노스다코타주, 뉴멕시코주, 몬태나주, 사우스다코타주, 오클라호마주, 와이오밍주, 캔자스주, ㆍ콜로라도주, 텍사스주와 캐나다의 매니토바주, 서스캐처원주, 앨버타주에 걸쳐있다. 중생대나 제3기층의 지층으로 형성된 평균고도 수백 미터의 대지(臺地)로서, 미주리 대지·블랙힐즈·하이플래인 등의 대지로 나뉜다.
로키산맥 동쪽 기슭에 완만한 경사를 이룬다. 북쪽은 캐나다의 매켄지강(江) 상류에서 남쪽은 텍사스주 남부에 이르며, 동쪽으로는 미국 중부의 프레리, 캐나다에서는 로렌시아 대지에 이르는 광범한 지역에 걸쳐 있다. 로키산맥에서 발원하는 많은 하천들이 넓은 골짜기를 이루며 동쪽으로 흘러내려 곳곳에 사구(砂丘) ·뷰트 등의 지형을 이루고 있으나, 지형적으로는 거의 수평지층의 대평원을 이룬다.
기후는 연강우량 500mm 내외의 스텝 기후로 단초(短草) 초원을 이루어 옛날에는 들소들이 서식하였으나, 오늘날에 와서는 미국에서 중요한 목우지대가 되었다. 주요 농산물은 건조농법에 의해서 재배된 밀 ·옥수수 ·목화 ·목초 등이 많이 생산된다. 사우스다코타주(州) ·노스다코타주에서 캐나다 앨버타주에 걸친 지역은 곡창지대를 이룬다. 석유 ·천연가스 ·석탄 등 광산자원의 세계적 산지로도 알려 있다. 중심도시는 덴버를 비롯하여 캘거리, 에드먼턴 등이 있다.

## 같이 보기
- 1837년 대평원 천연두 유행
- 황진
- 래노에스터카도